# 朝鮮労働党統一戦線部
朝鮮労働党統一戦線部（ちょうせんろうどうとうとういつせんせんぶ）は、朝鮮民主主義人民共和国（北朝鮮）の情報機関。通称は「トンジョンブ（統戦部）」であり、俗に他の党諜報機関とともに「三号庁舎」と呼ばれる。

## 概要
1977年、金日成の直接命令により新設される。韓国内の民間団体や在日韓国・朝鮮人を含む海外同胞の包摂を担当する機関であり、南北対話と交流も指導している。過去、文化部と呼ばれていた。他の機関と比較して、公然の宣伝工作を行うことが特徴である。外交問題にも直接・間接に関与している。また、日本など海外の親北朝鮮派の結集と組織の構築､反北朝鮮派の孤立化工作と情報宣伝も専門に行っている。最近まで、救国の声放送等の対南地下放送も運営していた。1973年には統一戦線部幹部工作員木下陽子（洪寿恵）によって埼玉県在住の母子が拉致される2児拉致事件が引き起こされている。
2010年代においては、対南関係の業務に加えアメリカ合衆国との折衝も担うようになった。2019年に行われた米朝首脳会談に至るまでの調整過程では、アメリカ合衆国国務長官のカウンターパートとして統一戦線部長が対応した。

### 朝鮮総聯
2013年以降は、統一戦線部の傘下機関の第225部（旧対外連絡部）が日本の朝鮮総聯を指導しており、日本に対する情報活動の多くは、朝鮮総聯系の貿易会社を隠れ蓑にして行われる｡さらに、韓国と北朝鮮の有事の際は､日本にある組織を使用して工作を行うと報道されており、一部には土台人疑惑もある。
また、朝鮮総聯や朝鮮学校から金正日への「忠誠の資金」という献金の形で、外貨の獲得をおこなっている。
米国在住の朝鮮人である在米僑胞の包摂も担当し、獲得したスパイを社会文化部に移設している。

### 洛東江
「洛東江」は日本にある秘密工作機関で、大韓民国南部に流れる川（洛東江）の名前から命名され、社会文化部（当時）の直属組織である。「洛東江」の大物工作員曹延楽は文世光事件に係わったとされる。また、張竜雲は、朝鮮総連活動家から「洛東江」にスカウトされた在日工作員であった（コードネームは「黒い蛇」）。彼は金日成・金正日父子のために、闇世界を通じて多額の不正資金をかき集めたが、祖国と朝鮮総連に裏切られたため、これを告発する書籍を著している。同書では、「洛東江」が田中実拉致事件の実行犯グループであることも暴露されている。

### 北朝鮮の「民間団体」
統一戦線部は、北朝鮮国内の「民間団体」を指揮している。以下の社会団体は、朝鮮労働党の正体を隠すための隠れ蓑である。
- 朝鮮基督教連盟 (KCF)
- 朝鮮仏教徒連盟
- 朝鮮社会民主党
- 天道教青友党
- 祖国統一民主主義戦線中央委員会
- 朝鮮赤十字会

## 組織
『北朝鮮の最高機密』、『朝鮮総連工作員』、『北朝鮮のスパイ戦略』によれば、傘下に以下の組織をもつとされる｡
- 直接浸透課
- 南北会談課
- 海外担当課
  - 第7課(朝鮮総聯課)
    - 朝鮮総聯
    - 学習組

- 南朝鮮研究所

日本で、韓国の情報を収集する｡

## 歴代部長
- 金容淳（ - 2001年、交通事故により死亡[12]）
- 金養建（2007年 - 2015年、交通事故により死亡）
- 金英哲（2016年 - 2019年）
- 張金哲（2019年 - 2021年）朝鮮労働党朝鮮アジア太平洋平和委員会委員兼任[13]
- 金英哲（2021年 - 現任）[14]

## 有名な工作員・関係者
- 宋斗律
- 崔承哲